# David Harutyunyan
David Harutyunyan (4 de noviembre de 1973) es un director de orquesta de origen armenio nacionalizado ecuatoriano en el 2008.

## Biografía
En su carrera artística en Ecuador recibió por parte del gobierno, en el 2012, la medalla al mérito artístico José Joaquín de Olmedo y por la asamblea Nacional la condecoración al mérito cultural Vicente Rocafuerte.
Desde 2017 es director de la Orquesta Filarmónica Municipal de Guayaquil. En la cual estreno la sinfonía Puerto Santa Ana.
El director armenio-ecuatoriano ha sido invitado para dirigir orquestas en México.
Está casado con la cantante Pamela Cortez.